# سولداد بیژامیل
سولِداد بیژامیل (اسپانیایی: Soledad Villamil‎؛ زادهٔ ۱۹ ژوئن ۱۹۶۹) بازیگر و خوانندهٔ اهل آرژانتین است که در تلویزیون و سینما فعالیت دارد.
از فیلم‌ها یا برنامه‌های تلویزیونی که وی در آن نقش داشته است، می‌توان به شبی دوازده‌ساله، همان عشق، همان باران و راز چشمان آن‌ها اشاره کرد که یک جایزه گویا برایش به‌همراه داشت. او همچنین برندهٔ جایزه بریت شده است.